# Strychnos aculeata
Strychnos aculeata là một loài thực vật có hoa trong họ Mã tiền. Loài này được Soler. miêu tả khoa học đầu tiên năm 1893.